# Acalypha hutchinsonii
Acalypha hutchinsonii är en törelväxtart som beskrevs av Nathaniel Lord Britton. Acalypha hutchinsonii ingår i släktet akalyfor, och familjen törelväxter. Inga underarter finns listade i Catalogue of Life.